# جورج روسنكرانز
جورج روسنكرانز (بالإسبانية: George Rosenkranz)‏ أو غيورغي روسنكرانز (اسم الولادة) (بالمجرية: György Rosenkranz) عالم مكسيكي اختص في دراسة الكيمياء، ولد في 20 أغسطس، 1916، بودابست، المجر، درس الهندسة الكيميائية في سويسرا، هرب من النازيين واستقر في المكسيك.